# Zamboanga Sibugay

Zamboanga Sibugays läge i Filippinerna

Zamboanga Sibugay är en provins i Filippinerna. Den är belägen i regionen Zamboangahalvön på ön Mindanao och har 565 500 invånare (2006) på en yta av 3 088 km². Administrativ huvudort är Ipil.
Provinsen är indelad i 16 kommuner.